# بطولة أمم أوروبا تحت 17 سنة 2017
بطولة أمم أوروبا تحت 17 سنة 2017 هو الموسم 16 من  بطولة أوروبا تحت 17 سنة لكرة القدم. أشرف على تنظيمه الاتحاد الأوروبي لكرة القدم، وكان عدد الأندية المشاركة فيه  16، وفاز فيه منتخب إسبانيا لكرة القدم.